# جون هاردينغ (رجل أعمال)
جون هاردينغ (بالإنجليزية: John Harding)‏ هو شخصية أعمال أمريكي، ولد في 2 نوفمبر 1777 في مقاطعة غووتشلاند في الولايات المتحدة، وتوفي في 16 سبتمبر 1865.